# Gudrun Franck
Gudrun Franck (født 12. september 1906 på Frederiksberg, død 9. april 1956 sammesteds) var en dansk børnebibliotekar og ophavsmand til Frederiksbergordningen, der etablerede et udstrakt samarbejde mellem børne- og skolebiblioteker. Hun deltog også bredere i udviklingen af børnebibliotekerne på Frederiksberg (ledende børnebibliotekar fra 1937 til sin død) og på landsplan, blandt andet som lærer på børnebibliotekarernes specialuddannelse og som medstifter af tidsskriftet Børn og Bøger.
Gudrun Franck var datter af skoledirektør Sofus Franck (1873-1945) og Magna, født Schou (1873-1964). Hun var fra 1938 gift med bibliotekar, senere biblioteksdirektør, Erik Allerslev Jensen, med hvem hun fik to døtre. Anna Mee Allerslev er hendes adoptiv-barnebarn.

## Eksternt link
- ”Mit navn er Gudrun Franck” af Anna Mee Allerslev i Jyllands-Posten, 5. juni 2015